# Dolny Zachód

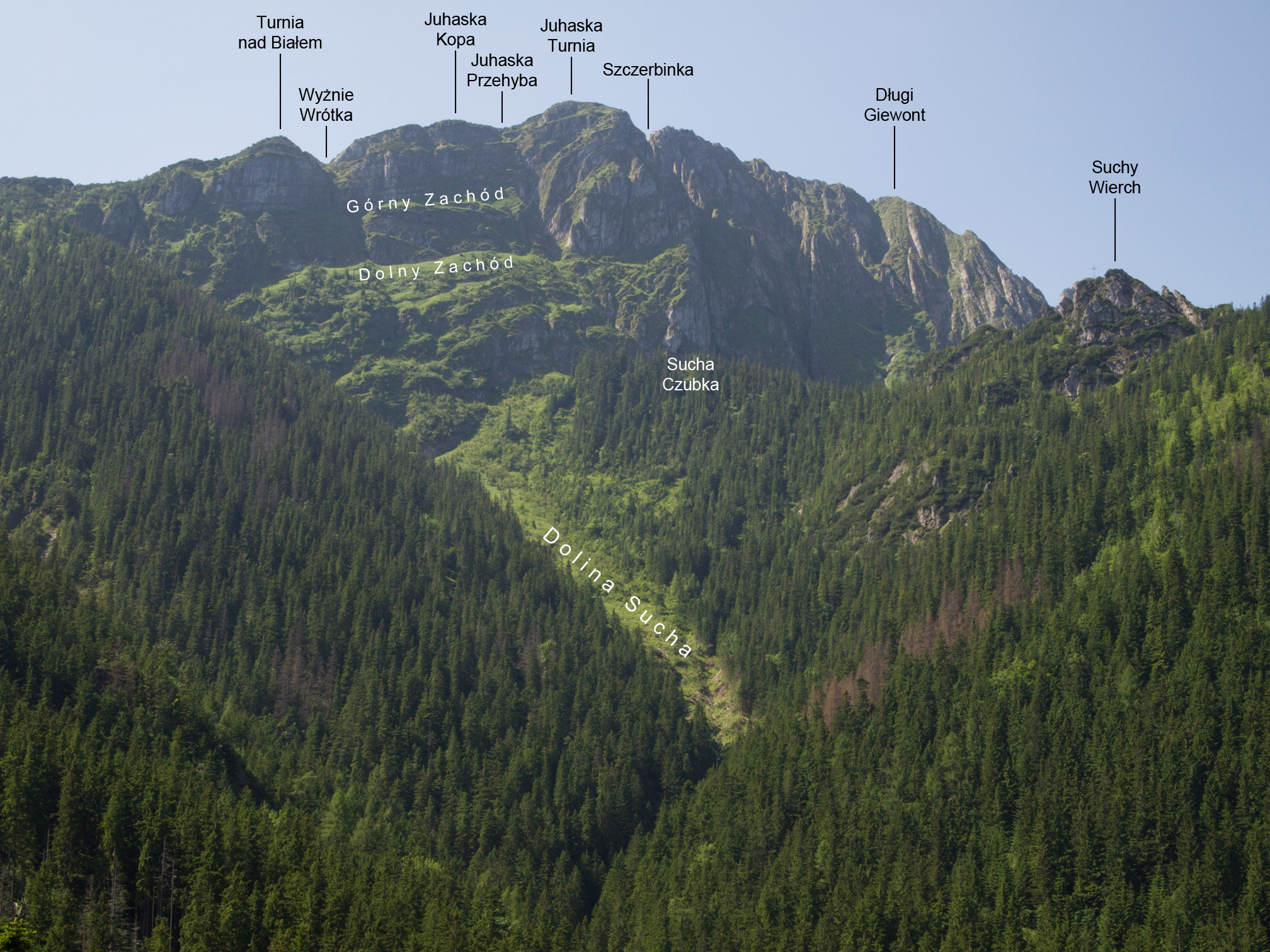
Widok od północy

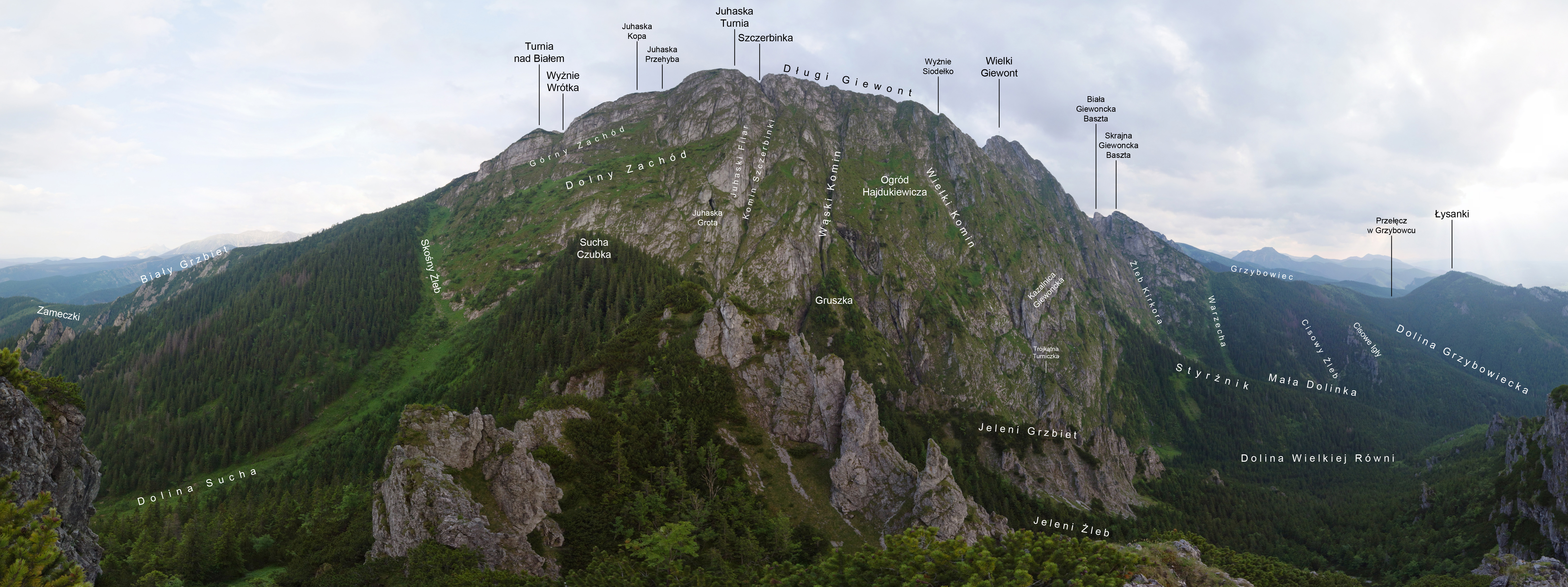
Widok z północnego zachodu

Dolny Zachód – lekko wznoszący się zachód na północnych stokach Długiego Giewontu w Tatrach Zachodnich. Zaczyna się w połowie długości Skośnego Żlebu i ciągnie pod gładką i niemal pionową ścianą Turni nad Białem, przez depresję Wyżnich Wrótek, ścianę Juhaskiej Kopy, depresję Juhaskiej Przehyby i kończy się na Juhaskim Siodełku w filarze Juhaskiej Turni.
Władysław Cywiński pisze, że właściwie nie jest to typowy zachód, lecz raczej pas łatwego terenu. Ma szerokość od kilkunastu do około 100 m, a początkowy jego odcinek o długości około 300 m to niemal pozioma łąka pozbawiona ekspozycji. Pasterzom znany był od dawna. Jan Krupski podaje, że jeszcze w 1938 wypasano na nim owce. Górny odcinek zachodu (przed Juhaskim Siodełkiem) staje się węższy i bardziej stromy. Dolnym Zachodem prowadzą odcinki kilku dróg wspinaczkowych wyprowadzających ze Skośnego Żlebu na grań Długiego Giewontu. Gleba na zachodach i półkach północnych ścian Długiego Giewontu jest dość gruba, a trawniki bujne, z tego też powodu taternicy wspinali się tutaj głównie zimą. Obecnie jest to zamknięty dla taterników obszar ochrony ścisłej Regle Zakopiańskie.
Powyżej Dolnego Zachodu znajduje się krótszy i węższy Górny Zachód.